# Радослав Челник
Радослав Челник је био српски великаш и сремски војвода, односно владар Сремског војводства у првој половини 16. века.

## Историја
У почетку, Радослав Челник је био врховни командант војске Цара Јована Ненада. Када се 1527. године, после убиства Цара Јована Ненада, његова војска распала, Радослав Челник је са делом некадашње цареве војске прешао из Бачке у Срем и тамо ступио у турску службу. Челник је затим владао Сремом као турски вазал и узео је за себе титулу сремског војводе, а резиденција му се налазила у граду Сланкамену.
Иако је био вазал Османског царства, Радослав Челник је такође одржавао тајне везе са Хабсбуршком Монархијом. Када је турска војска пролазила кроз Срем, Радослав Челник се повукао на хабсбуршку територију, али кад су се Турци вратили из свог похода, Челник се такође вратио у Срем. Међутим, после овог повратка, његова се власт више није протезала над целим Сремом, а резиденција му се више није налазила у Сланкамену, него у граду Небојцу, на реци Вуци у близини Вуковара.
1530. године, Челник је склопио споразум са Хабсбурзима, прешао из Срема на хабсбуршку територију и, јавно се одричући свог савеза са Турцима, ступио у хабсбуршку службу.

## Народно предање
Радослав Челник је остао запамћен у народној традицији као јунак народне песме „Од Сријема Рајко“, у којој је изложен разговор између „Маргите девојке“ и „Рајка војеводе“.
На почетку песме Маргита девојка шета градом Сланкаменом и куне војводу Рајка овим речима:
- "... Бог т убио Рајко војевода!
- Чим ти наста на Сријем војвода,
- Тако нама Турци додијаше..."
- "... Турски коњи ноге искидаше
- Шетајући јутром и вечером
- На плочама поље разнијеше
- Мећући се џиде и лобуда..."

Када је чуо шта Маргита девојка говори, војвода Рајко јој одговара:
- "... Селе моја, Маргита ђевојко!
- Немој клети војеводу Рајка!..."

Затим се даље у песми помињу готово све најважније личности наше прошлости и њихове задужбине, а пошто је набројао јунаке, све „бољег од бољега“, војвода Рајко свој одговор Маргити девојци завршава овако:
- "... Све то бјеху наше војеводе
- Све су били, па су преминули
- Који, селе, они починуше,
- А који ли они изгинуше,
- Данас тога нема ниједнога,
- Сам остаде у Сријему Рајко,
- Као суво дрво у планини:
- Шта ће себе, а шта ли ће Сријему?
- А шта ли ће у Срјему Турцима!..."

На крају песме, војвода Рајко потеже нож иза појаса и убија се, а и Маргита девојка, коју су дирнуле болна прошлост нашег народа и Рајкова смрт, узима и сама Рајков нож, те се и она убија.